# Desești
Desești es una comuna ubicada en el distrito de Maramureș, Rumania.

## Superficie
Cuenta con una superficie de 144,1 kilómetros cuadrados.

## Demografía
Hasta 2021 la población era de 2179 habitantes, con una densidad de población de 15,12 habitantes por kilómetro cuadrado.